# Suchomimus
Suchomimus ("krokodilhärmare") var en fiskätande theropod dinosaurie i familjen spinosauridae. 1998 utforskade fossiljägaren David Varrichio den Nigerianska öknen tillsammans med paleontologen Paul Sereno från Chicago. Det de hittade vid sitt sökande skulle komma att bli den en av de mer betydelsefulla dinosaurierna under seklet. Teamet fick syn på en jättelik kloförsedd tumme. Serano beslutade sig för att gräva ut fyndet, och man hittade även spridda skalldelar med tänder och övriga skelett delar, fynden hade bäddats in i flodavlagringar någon gång mellan 120 och 100 miljoner år sedan.
Dinosaurien fick senare namnet Suchomimus och var en av de stora fiskätarna, precis som sin släkting Spinosaurus utrustad med det "klassiska seglet" på ryggen, dock ett mindre sådant. 
I livet var Suchomimus ungefär 11 meter lång och vägde mellan 2 och 5 ton. Skallen hade ett typiskt krokodilliknande utseende, käkarna var över 1 meter långa men bara omkring 10 centimeter breda. I framändan av underkäken fanns ett särskilt framspringande hak-utskott fullt av långa tänder. Överkäken hade ett motsvarande utskott. En del av dagens krokodiler har liknande käkar. Också tänderna påminde om krokodiltänder- de var spetsiga, i genomskärning runda piggar, som hade i uppgift att spika fast ett sprattlande byte och hålla det på plats. Resten av djuret var allt annat än krokodillikt. Den stod på två kraftiga bakben och hade två inte mycket mindre framben som slutade i tre fingrar- den som motsvarade tummen var beväpnad med en 40 centimeter krökt huggklo, och de två andra fingrarna hade mindre klor. Om också det var gjort för fiske, var det inga små fiskar Suchomimus drog upp. Med den längden på käkarna och räckvidden på armarna beräknar man att Suchomimus kunde fiska i upp till 2 meters djupt vatten.